# Haluk Yıldırım
Pour les articles homonymes, voir Yıldırım (homonymie).
Haluk Yıldırım, né le 25 juin 1972 à Bursa, en Turquie, est un joueur turc de basket-ball. Il évolue au poste d'ailier.

## Palmarès
- Finaliste du championnat d'Europe 2001